# Hans Pleydenwurff

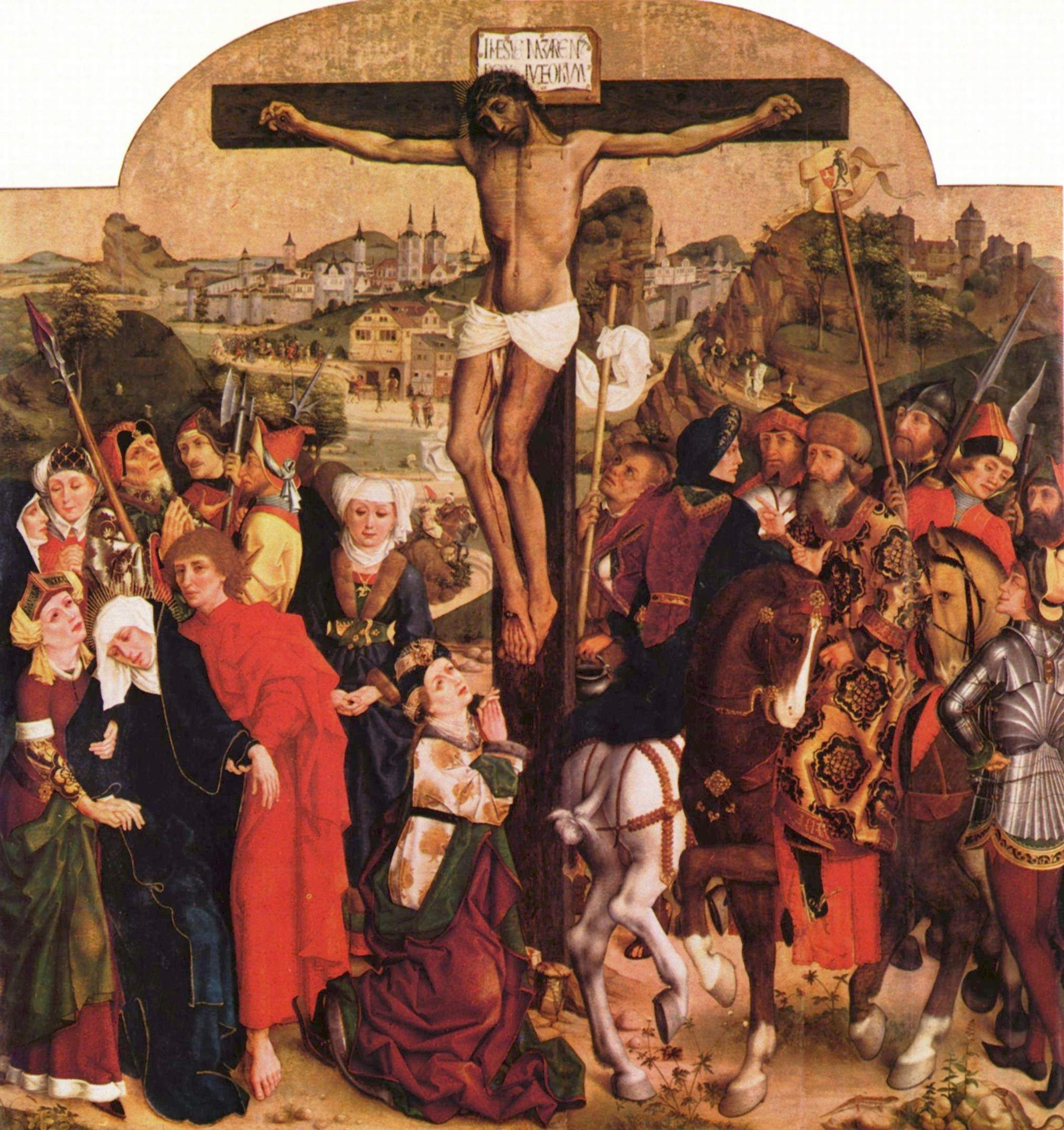
Crocifissione, 1470 circa, Alte Pinakothek

Hans Pleydenwurff (1420 circa – Norimberga, 1472) è stato un pittore e disegnatore di cartoni per vetrate tedesco.

## Biografia
Originario probabilmente di Bamberga, nel 1457 ottenne i diritti di cittadinanza a Norimberga, dove poteva essersi trasferito sin dal 1451. Nel 1462 soggiornò per un breve periodo a Breslavia. Nel 1464 è registrato l'acquisto di un'abitazione a Norimberga, dove morì nel 1472. 
Influenzato dai primitivi fiamminghi (Rogier van der Weyden e Dieric Bouts soprattutto), cambiò la tradizione norimberghese delle grandi figure monumentali, apportando un realismo più intenso, una maggiore immediatezza negli atteggiamenti e una maggiore frammentazione dell'immagine. 
Fu suo allievo Michael Wolgemut, a sua volta maestro di Albrecht Dürer.